# Michael W. Hagee
Michael W. Hagee, ameriški general marincev, * 1. december 1944. 

## Življenjepis
1968 je diplomiral z odliko iz znanosti in inženirstva na Pomorski akademiji. Na Pomorski podiplomski šoli je opravil magisterij znanosti iz električnega inženirstva ter magisterij iz nacionalno-varnostnih in strateških študij na Naval War College. Končal je tudi Command and Staff College in U.S. Naval War College.
Hagee je opravljal naslednje poveljniške dolžnosti:
- poveljujoči častnik, A četa, 1. bataljon, 9. marinski polk (1970);
- poveljnik voda, A četa ter poveljujoči častnik štabne in oskrbovalne čete, 1. bataljon, 1. marinski polk (1970–1971);
- poveljujoči častnik »Waikele-West Loch Guard Company« (1974–1976);
- poveljujoči  častnik, Pearl Harbor stražna četa (1976–1977);
- poveljujoči častnik, 1. bataljon, 8. marinskega polka (1988–1990)
- poveljujoči častnik, 11. marinska ekspedicijska sila (sposobna specialnih operacij) (1992–1993);
- poveljujoči general, 1. marinska divizija (1998–1999);
- poveljujoči general, 1. marinska ekspedicijska sila (2000–2002).

Hagee je opravljal naslednje štabne dolžnosti:
- komunikacijsko-elektronski častnik, 1st Marine Air Command and Control Squadron (1971);
- pomočnik direktorja, Telecommunications School (1972–1974);
- častnik za urjenje, 3. marinska divizija (1977–1978);
- inštruktor za električno inženirstvo, U.S. Naval Academy (1978–1981);
- načelnika Sekcije za častiške načrte, HQMC (1982–1986);
- pomočnik načelnika štaba, G-1, 2. marinska divizija (1987–1988);
- izvršilni častnik, 8. marinski polk (1988)
- direktor Oddelka za humanistiko in sociologijo; predstavnik KMP ZDA, Pomorska akademija (1990–1992)
- častnik za zvezo pri posebnemu odposlancu ZDA za Somalijo (1992–1993)
- izvršilni pomočnik pomočnika komandanta KMP ZDA (1993–1994)
- direktor Oddelka za razvoj karakterja, Pomorska akademija (1994–1995)
- višji vojaški pomočnik namestnika sekretarja za obrambo (Washington, D.C.);
- izvršilni pomočnik direktorja Cie (1995–1996);
- namestnik direktorja za operacije, HQ, Evropsko poveljstvo ZDA (1996–1998);
- direktor Oddelka za strateške načrte in politiko, Pacifiško poveljstvo ZDA (1999–2000);
- komandant Korpusa mornariške pehote ZDA (14. januar 2003–2006).

## Odlikovanja
- Defense Distinguished Service Medal s palmo;
- Defense Superior Service Medal,
- legija za zasluge z dvema zlatima zvezdama,
- bronasta zvezda z eno zlato zvezdo;
- Navy Achievement Medal z eno zlato zvezdo,
- Combat Action Ribbon,
- National Intelligence Distinguished Service Medal.